# Barbara Rytych
Barbara Zofia Rytych (ur. 8 marca 1935 w Żarnowicy w gminie Wolbórz, zm. 23 kwietnia 2020) – polska działaczka ludowa, posłanka na Sejm PRL VIII kadencji.

## Życiorys
Uzyskała wykształcenie zasadnicze zawodowe. Była członkiem Naczelnego Komitetu Zjednoczonego Stronnictwa Ludowego, a także wiceprezesem komitetu wojewódzkiego partii w Piotrkowie Trybunalskim. Przewodniczyła również Kołu Gospodyń Wiejskich w Proszeniach, była także radną oraz starościną ostatnich dożynek epoki gierkowskiej (w 1979 w Piotrkowie Trybunalskim). W 1980 uzyskała mandat posła na Sejm PRL VIII kadencji w okręgu Piotrków Trybunalski (zasiadała w Komisji Budownictwa i Przemysłu Materiałów Budowlanych oraz w Komisji Skarg i Wniosków). Działała w Polskim Stronnictwie Ludowym. Publikowała w tygodniku „Plon”, zasiadała w radzie programowej „Gromady – Rolnika Polskiego”. Została członkinią rady krajowej Kół Gospodyń Wiejskich.
W 2002 została odznaczona Krzyżem Oficerskim Orderu Odrodzenia Polski. Otrzymała także Brązowy i Złoty Krzyż Zasługi.